# 希洪
希洪（西班牙語：Gijón）是一个沿海工业城市，地點位于波爾多以西，比斯開灣南岸。位屬西班牙西北部的阿斯图里亚斯自治区，2007年，人口274472。

## 地理氣候
城市是在海中的一個半島上發展起來的。半島把市東長長的圣洛倫索海灘和市西的遊艇帆船港隔開。
此地屬於溫帶海洋性氣候。海灘陽光充足，氣候宜人，為夏季旅遊療養地。

## 歷史
此地古羅馬時已建城，至今尚存羅馬溫泉遺跡。
8世紀，為摩爾人佔據。約737年，由阿斯圖里亞斯王國奪回，至791年為該王國的都城。後來發展為港口城市，1588年曾為西班牙“無敵艦隊”的停泊地。西班牙内战期间的1936年—1937年，是独立政权阿斯图里亚斯和莱昂主权委员会的驻地。

## 經濟

### 港口
該市西北部的穆賽爾港是對外開放的港口，擁有集裝箱碼頭和石油碼頭，年吞吐量在1800萬噸以上，出口煤炭、鐵礦石和重工業產品，進口石油等。

### 工業
這裡是西班牙重要的鋼鐵工業中心，冶金、玻璃、陶瓷製造很出名，也有造船、化工、煉油、釀酒和食品加工業。
漁業十分發達。

## 建築
市中心坐落著18世紀的宮殿（Palacio de Revillagigedo），現在是美術館。宮殿前廣場上聳立著阿斯圖里亞斯王國創建者佩拉約的塑像。附近有西班牙政治家和作家霍韦利亚诺斯的故居。

## 友好城市
- 美国阿尔伯克基
- 法国尼奥尔
- 俄罗斯新罗西斯克
- 墨西哥巴亚尔塔港
- 哈瓦那
- 西撒哈拉斯马拉
- 西班牙